# Simfonia concertant (Enescu)
La Simfonia concertant en si bemoll major per a violoncel i orquestra, op. 8, fou composta per George Enescu a París i acabada el 2 de novembre de 1901. No es va representar fins al 13 de febrer de 1909 als Concerts Colonne de París sota la direcció de Gabriel Pierné i pel violoncel·lista francès Joseph Salmon. Les seves primeres actuacions no van tenir gaire èxit. No es va publicar fins al 1938 i ha continuat sent una raresa a les sales de concerts.

## Moviments
- I Assez lent
- II Assez lent
- III Majestueux

## Origen i context

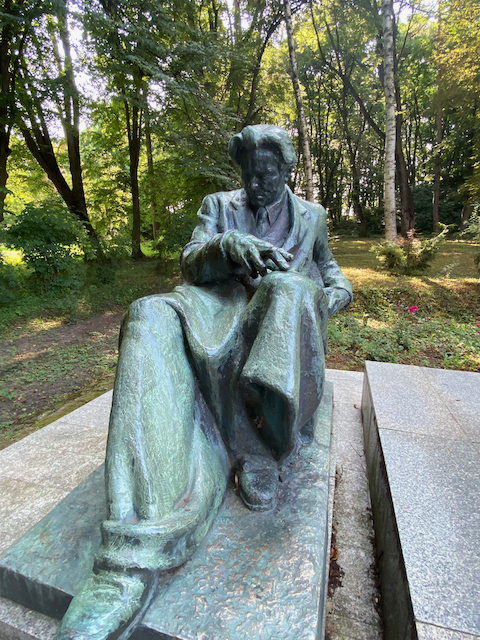
Estàtua de George Enescu a Tescani

Com a intèrpret, George Enescu estava dotat de dons excepcionals, entre ells el de la versatilitat. Tenia un nivell amb renom internacional tant com a violinista, com a pianista i com a director, i fins i tot se'l considerava el successor de Toscanini a Nova York. A més, també era apreciat com a baríton i organista. La Simfonia concertant va ser composta a París en el mateix període que les dues peces més llargues i populars, les dues Rapsòdies romaneses.
Enescu no va escriure cap concert, ni pel violí que tant dominava. La seva única obra per a instrument solista i orquestra continua sent aquesta Symphonie Concertante pour Violoncelle et orchestre. La inspiració d'aquest Enescu de vint anys és d'una sumptuositat i un luxe gairebé excessius en alguns llocs. El solista és tractat més aviat com el "violoncel principal" (d'aquí el títol de l'obra, que no és un concert), amb un paper menys de virtuosisme que d'ampli desenvolupament expressiu. De la mateixa manera, la forma de l'obra és més aviat la d'un vast poema format per dues parts que se succeeixen sense pausa: de forma lenta i majestuosa.
La inspiració d'Enescu, de vint anys, és gairebé extravagant en alguns llocs. El solista és més un "violoncel principal" (d'aquí el nom, no un concert), i el seu paper és menys basat en el virtuosisme que en el desenvolupament expressiu ampli. Així, la forma de l'obra s'assembla més a un gran poema, compost de dues parts sense pausa entre si: una lenta i una majestuosa. La Simfonia concertant contrasta fortament amb l'Octet de l'any anterior. La partitura, amb pocs efectes contrapuntístics, està dominada pel desplegament continu del violoncel en una melodia perfecta.